# Eike Kiltz
Eike Kiltz est un mathématicien allemand né en 1975, il travaille dans le domaine de la cryptologie et il est actuellement professeur à l'Université de la Ruhr à Bochum.

## Carrière
Eike Kiltz étudie de 1995 à 2001 les mathématiques à l'Université de la Ruhr à Bochum (RUB) et il est titulaire d'un doctorat en 2004. Ensuite, il part en tant que chercheur postdoctoral pour un an à l'université de San Diego. De 2005 à 2010, il est membre du Groupe  Cryptologie au Centrum voor Wiskunde en Informatica d'Amsterdam. En 2010 Kiltz reçoit le prix Sofia Kovalevskaïa pour ses travaux en informatique théorique. Grâce au prix de 1,65 million d'euros, il revient à la RUB et occupe une chaire « W2 » de Cryptologie et sécurité informatique, à l'Institut Horst Görtz pour la sécurité de l'information. Les recherches de Kiltz portent sur les bases théoriques du chiffrement asymétrique. L'objectif de ses recherches est d'améliorer les procédures, en complément des actuelles chiffrements à clé publique avec les procédures telles que le chiffrement RSA, de sécurité contre l'utilisation des possibilités de la puissance de calcul quantique,.
Dans le domaine de la cryptographie post-quantique, il a amélioré la méthode de chiffrement complètement homomorphe en 2010 avec Cash, Hofheinz et Peikert.
En 2014 Kiltz a reçu une bourse pour la poursuite de ses recherches : ce « Grant » du Conseil européen de la recherche est doté d'un montant de 1,8 million d'Euros.

## Prix et distinctions
- Prix du meilleur article IACR EUROCRYPT 2016
- Grant du Conseil européen de la recherche 2014
- 2e place du prix de la sécurité en informatique en Allemagne en 2012[6]
- Best paper award - International Association for Cryptologic Research EUROCRYPT 2011
- Prix Sofia Kovalevskaïa 2010
- Best paper award IACR EUROCRYPT 2010
- Best paper award IACR EUROCRYPT 2009
- DAAD Postdoc Fellow 2004
- Fellow Marie Curie de l'Union Européenne en 2003

## Publications
- [Cash et al. 2010] (en) David Cash, Dennis Hofheinz, Eike Kiltz et Chris Peikert, « Bonsai Trees, or How to Delegate a Lattice Basis », Eurocrypt,‎ 2010 (DOI 10.1007/978-3-642-13190-5_27, lire en ligne)